# Musica e dischi
«Musica e dischi» (укр. Музика та записи), або скорочено M&D — італійський музичний журнал, що існував з 1945 по 2014 рік. Він був насамперед відомий своїми щотижневими музичними чартами.

## Історія
Журнал заснував журналіст Альдо Маріо Де Луїджі (італ. Aldo Mario De Luigi), який раніше працював у рекламній індустрії та на лейблі «VCM» (попередник «EMI Italiana»). Перший номер вийшов у жовтні 1945 року під назвою «Musica», але починаючи з листопадового номера журнал називався «Musica e dischi». Де Луїджі був видавцем, головним редактором і спочатку єдиним редактором. Спочатку щомісячний журнал мав формат щоденної газети і лише чотири сторінки. Він зарекомендував себе як галузевий журнал для фонографічної індустрії, що зароджувалася, і зі збільшенням кількості передплатників зростала і кількість працівників.
«Musica e dischi» був першим італійським виданням, яке почало складати щотижневі музичні чарти наприкінці 1950-х років, які спочатку публікувалися лише в американському журналі Billboard з 1960 року, а також в Італії з 1963 року. Деякі з них також спонсорувалися Італійською асоціацією фонографів (Associazione Fonografici Italiani, AFI), асоціацією незалежних музичних продюсерів в Італії. Кількість сторінок за цей час значно збільшилася, а також було запроваджено чотириколірний друк. З 1960-х років на додаток до журналу виходило щорічне видання «Chi & Dove», довідник представників музичної індустрії. У 1968 році, після смерті засновника, журнал перейняв його син Маріо Де Луїджі.
Наприкінці 1970-х років з'явився також щомісячний спеціальний випуск «Musica & Nastri», присвячений новій магнітофонній технології, а також «MusicaBanca» — база даних пісень та альбомів, яка була запущена у 1985 році. Лише у 1986 році «Musica e dischi» перейшла від щоденної газети до більш зручного формату журналу. Водночас продаж за передплатою було розширено до продажу в окремих точках продажу. На той час кількість передплатників у Німеччині та за кордоном досягла 15 000. 1996 року було модернізовано графічний дизайн і запроваджено логотип «M&D», який зберігається донині. З 1999 року журнал має власну вебсторінку, а з 2007 року щотижневик MD також публікується в Інтернеті.
Починаючи з 2000-х років, редакція «Musica e dischi» також зазнала впливу кризи в музичній індустрії, що призвело до остаточного припинення видання журналу в 2010 році та перенесення всієї діяльності в онлайн. З березня того ж року щомісячний і щотижневий журнал публікувалися лише онлайн. У травні 2014 року, через 70 років після заснування, Маріо Де Луїджі оголосив про остаточне припинення всієї діяльності. Вебсайт згодом був перетворений на платний архів. Де Луїджі помер на початку 2018 року, після чого вебсайт також було закрито.